# James Gregory (actor)
James Gregory (23 de diciembre de 1911-16 de septiembre de 2002) fue un actor estadounidense conocido por su profundo y grave timbre vocal y por su actuación como el senador John Yerkes Iselin  en The Manchurian Candidate (1962)  y el temerario general Ursus en Beneath the Planet of the Apes (1970). 
Nació en el barrio del Bronx pero creció en New Rochelle. Fue un corredor de bolsa de éxito en Wall Street antes de convertirse en actor. Hizo su primer papel en una obra de verano en 1935 y su carrera como actor en las décadas siguientes fue cuesta arriba, llegando a actuar en múltiples producciones de Broadway. Esta carrera fue interrumpida por la Segunda Guerra Mundial, en la que sirvió junto al cuerpo de Marines y llegó a estar 83 días en Okinawa, y fue retomada con éxito a su regreso.

## Filmografía
- Justice (NBC, 1955, episodio "The Big Frame").
- The Scarlet Hour (1956)
- Nightfall (1957).
- Onionhead (1958)
- Al Capone
- The Twilight Zone, episodio "Where Is Everybody?", (10/02/1959).
- The DuPont Show with June Allyson, como John Kramer en "I Hit And Ran" (CBS, 1960).
- Wagon Train, episodio "The Ricky and Laura Bell Story" (1960).
- X-15 (1961)
- The Twilight Zone, episodio "The Passersby", (10/06/1961).
- The Manchurian Candidate (1962).
- The Virginian, NBC, 1ª temporada, episodio 12, 50 Days to Moosejaw (12/12/1962) - se une a los hombres de Shiloh para conducir un rebaño hasta Moose Jaw, Canadá, y traba amistad con un novato (Brandon De Wilde).
- PT 109 (1963).
- The Eleventh Hour, NBC drama médico, como Eddie Forman en el episodio "Try to Keep Alive Until Next Tuesday" (1963).
- The Alfred Hitchcock Hour, CBS serie antológica, como Fred en el episodio "The Dividing Wall" (1963).
- Breaking Point, ABC drama médico, como Malcolm en el episodio "Glass Flowers Never Drop Petals" (1964)
- A Distant Trumpet (1964)
- Gunsmoke, episodio "Two tall men" (serie de televisión) 1965.
- The Sons of Katie Elder (1965)
- The Big Valley, episodio "The Pursuit" (1966) como Simon Carter.
- The Wild Wild West (1965–1969) como Ulysses S. Grant
- F Troop, episodio "Too Many Cooks Spoil The Troop" (serie de televisión) (ABC, 1966).
- The Silencers (1966)
- Hogan's Heroes, episodio "Hogan Gives a Birthday Party". Interpreta al general alemán Biedenbender, quien parece saberlo todo sobre Hogan excepto su treta final.
- Murderers' Row (1966)
- The Fugitive, episodio "Wine Is A Traitor" (1966).
- The Virginian episodio "Without Mercy" (TV Series) 1967.
- The Ambushers (1967)
- The Secret War of Harry Frigg (1968)
- Clambake (1968)
- The Mod Squad, episodio "A Quiet Weekend in the Country" (1968).
- The Love God? (1969)
- Beneath the Planet of the Apes (1970)
- Miracle on 34th Street (1973) (TV)
- M*A*S*H, episodio "Iron Guts Kelly" (1974)(TV).
- Barney Miller (1975) (serie de televisión)
- The Strongest Man in the World (1975)
- Wait Till Your Mother Gets Home! (1983) (TV)